# جایزه بزرگ روسیه

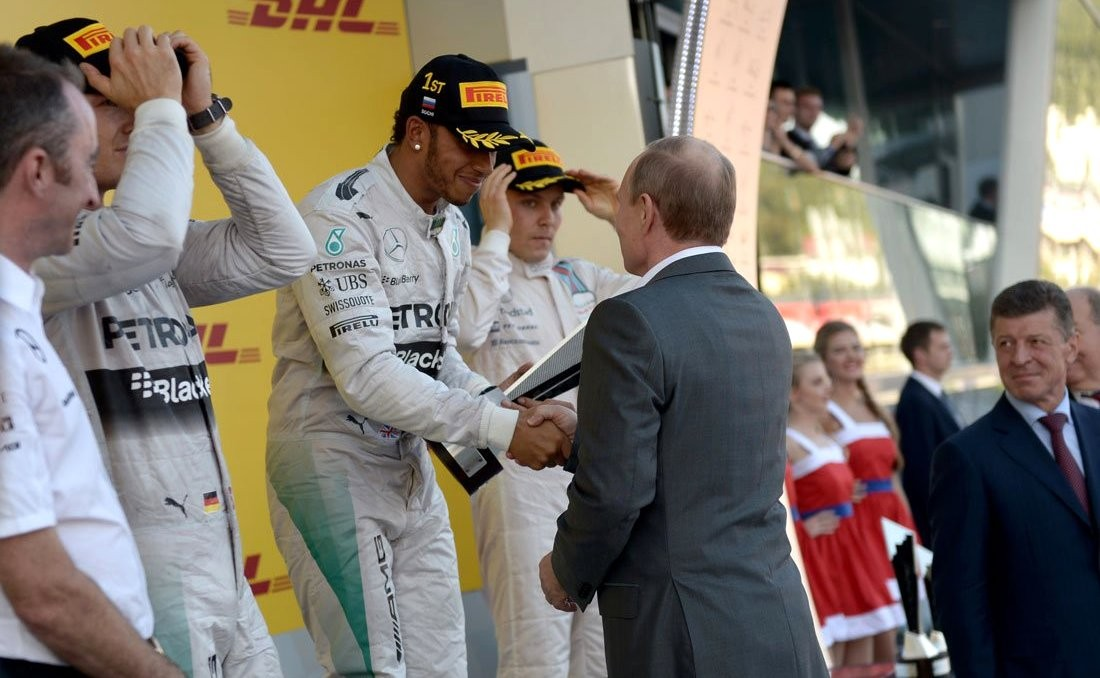
ولادیمیر پوتین در مراسم اهدای جام جایزه بزرگ روسیه ۲۰۱۴

جایزه بزرگ روسیه (روسی: Гран-при России) مسابقه سالانه اتومبیل‌رانی است که در پیست خیابانی سوچی برگزار می‌شد. این پیست در پیرامون پارک المپیک در شهر سوچی روسیه ساخته شده‌است و یکی از میزبانان مسابقات قهرمانی جهان فرمول یک بود .این مسابقه بعد از تهاجم روسیه به اوکراین از جدول مسابقات ۲۰۲۲ حذف شد 
نخستین بار در دوران امپراتوری روسیه در دهه ۱۹۱۰، مسابقه برای مدت کوتاهی در سن پترزبورگ برگزار شد. برنامه‌ریزی برای برگزاری یکی از رویدادهای فرمول یک با عنوان جایزه بزرگ اتحاد شوروی در مسکو در سال ۱۹۸۳ با شکست مواجه شد. در سال ۲۰۱۰ سوچی (که برای میزبانی از المپیک زمستانی ۲۰۱۴ آماده می‌شد) رسماً به عنوان میزبان یکی از رویدادهای تقویم فرمول یک معرفی شد. قرارداد هفت ساله‌ای منعقد شد و نخستین مسابقه در سال ۲۰۱۴ برگزار شد.بعد از تهاجم روسیه به اوکراین جایزه بزرگ روسیه از تقویم فرمول یک حذف شد .

## تاریخ پیش از جنگ جهانی اول
جایزه بزرگ روسیه دو بار در سال‌های ۱۹۱۳ و ۱۹۱۴ در پیستی در سن پترزبورگ برگزار شد. با آغاز جنگ جهانی اول و جنگ داخلی روسیه، مسابقه تعطیل شد و در دوران اتحاد شوروی برگزار نشد.

## فرمول یک

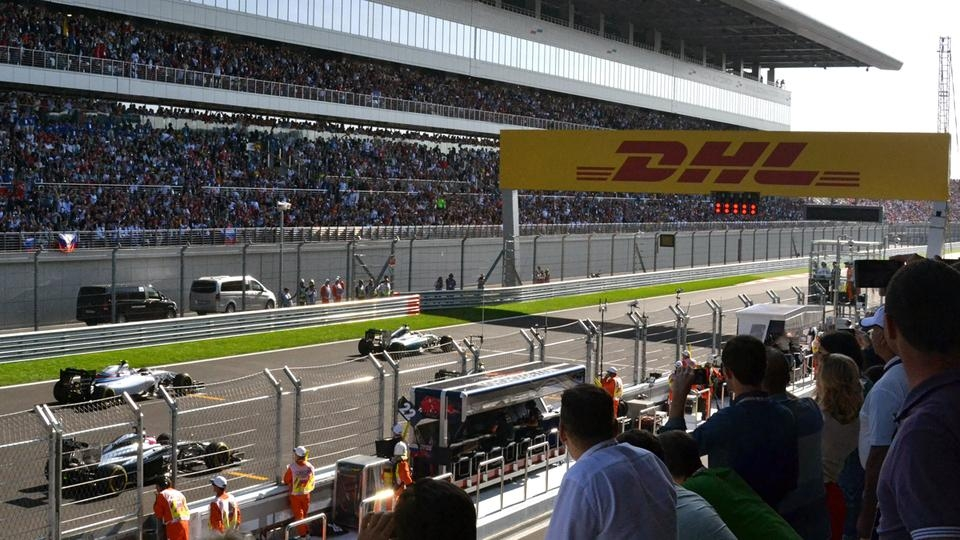
خط شروع گرندپری روسیه 2014

از آغاز دهه ۱۹۸۰ برنامه‌هایی برای احیای جایزه بزرگ وجود داشت و قرار بود مسابقه در پیستی در مسکو تحت نام جایزه بزرگ اتحاد شوروی برگزار شود. این مسابقه در تقویم موقت  فصل ۱۹۸۳ گنجانده شد؛ ولی موانع اداری جلوی برگزاری جایزه بزرگ را گرفت تا از تقویم‌های اصلاحی فصل خارج شود. با این وجود برنی اکلستون به تلاش‌های خود برای برگزاری مسابقه پشت پرده آهنین ادامه داد و مجارستان در سال ۱۹۸۶ تبدیل به نخستین کشور کمونیستی شد که مسابقه را برگزار می‌کند.
در سال ۲۰۰۱، ولادیمیر پوتین که در آن زمان رئیس‌جمهور روسیه بود، حمایت شخصی خود از پروژه حلقه پولکوفسکو در نزدیکی فرودگاه پالکوو را بیان کرد، اما این مسابقه هرگز راه اندازی نشد. در سال ۲۰۰۳ تلاش دیگری انجام شد و شورای مسکو پروژه ای را برای ساخت مسیر در منطقه مولژانینوفسکی مسکو به تصویب رساند. این پروژه پس از اختلاف درمورد قرارداد تجاری رها شد. در سپتامبر ۲۰۰۸ آغاز کار برای برای ساخت پیستی در دهکده فدیوکووو در منطقه ولووکلامسک در استان مسکو که در فاصله تقریباً ۷۷ کیلومتری مسکو قرار داشت، اعلام شد. این مسیر که به عنوان پیست مسکو شناخته می‌شود، توسط هرمان تیلکه به گونه‌ای طراحی شده تا بتواند میزبان مسابقه‌های فرمول یک و موتوجی‌پی باشد. هرگز طرح برگزاری جایزه بزرگ به میزبانی پیست مسکو اجرایی نشد؛ ولی برخلاف دو پروژه قبلی، پیست کامل شد و در سال ۲۰۱۲ میزبانی مراحلی از فرمول رنو ۳٫۵ و ۲٫۰ را به عهده گرفت.
در سال ۲۰۱۰ ویتالی پتروف به رنو پیوست و نخستین راننده روسی مسابقات قهرمانی جهان فرمول یک شد. این رخداد تکان تازه‌ای به پروژه داد. برنی اکلستون تمایل خود به دیدن برگزاری فرمول یک در روسیه در نزدیکی مسکو یا در نزدیکی شهر ساحلی سوچی را بیان کرد. پس از چندین دهه تلاش برای برقراری مجدد این مسابقه، در تاریخ ۱۴ اکتبر ۲۰۱۰ رسماً سال ۲۰۱۴ برای برگزاری نخستین دوره جایزه بزرگ جدید روسیه اعلام شد. مقرر شد جایزه بزرگ تا سال ۲۰۲۰ اجرا شود. این مسابقه در شهر ساحلی سوچی، میزبان بازی‌های المپیک زمستانی ۲۰۱۴ در پیست سوچی برگزار می‌شود. این پیست خیابانی به مسافت ۵٫۹ کیلومتر از پیرامون ورزشگاه‌های پارک المپیک سوچی می‌گذرد.بعد از تهاجم روسیه به اوکراین این مسابقات از جدول فرمول یک ۲۰۲۲ حذف شد .یک سال بعد اعلام شد که این مسابقات در فرومول یک ۲۰۲۳ حضور نخواهد داشت .

## برندگان

### برندگان چندگانه (راننده)
| پیروزی | راننده        | سال‌های پیروزی          |
| ------ | ------------- | ---------------------- |
| ۴      | لوئیس همیلتون | ۲۰۱۴، ۲۰۱۵، ۲۰۱۸، ۲۰۱۹ |
| ۲      | والتری بوتاس  | ۲۰۱۷، ۲۰۲۰             |
| ۱      | نیکو رزبرگ    | ۲۰۱۶                   |

### برندگان چندگانه (سازندگان)
| پیروزی | سازنده     | سال‌های پیروزی                                        |
| ------ | ---------- | ---------------------------------------------------- |
| ۹      | /بنز/مرسدس | ۱۹۱۳، ۱۹۱۴، ۲۰۱۴، ۲۰۱۵، ۲۰۱۶، ۲۰۱۷، ۲۰۱۸، ۲۰۱۹، ۲۰۲۰ |